# Piedicavallo
Piedicavallo ist ein Bergdorf mit 170 Einwohnern (Stand 31. Dezember 2023) in der italienischen Provinz Biella (BI), Region Piemont.
Die Nachbargemeinden sind Andorno Micca, Bioglio, Callabiana, Campiglia Cervo, Gaby (AO), Pettinengo, Rosazza, Sagliano Micca, Selve Marcone, Tavigliano, Valle Mosso und Valle San Nicolao. Schutzpatron des Ortes ist San Michele. Die Gemeinde ist Teil der Verwaltungsgemeinschaft Comunità Montana La Bürsch.

## Geographie
Der Ort liegt 18 km von der Provinzhauptstadt Biella entfernt auf einer Höhe von 1037 m über dem Meeresspiegel. Er ist der letzte und am höchsten gelegene Ort im Valle Cervo. Das Gemeindegebiet umfasst eine Fläche von 17,88 km².

## Wirtschaft
Der Ort lebt hauptsächlich vom Tourismus. Im Sommer kommen Bergwanderer, im Winter Skifahrer in die Region.

## Bilder

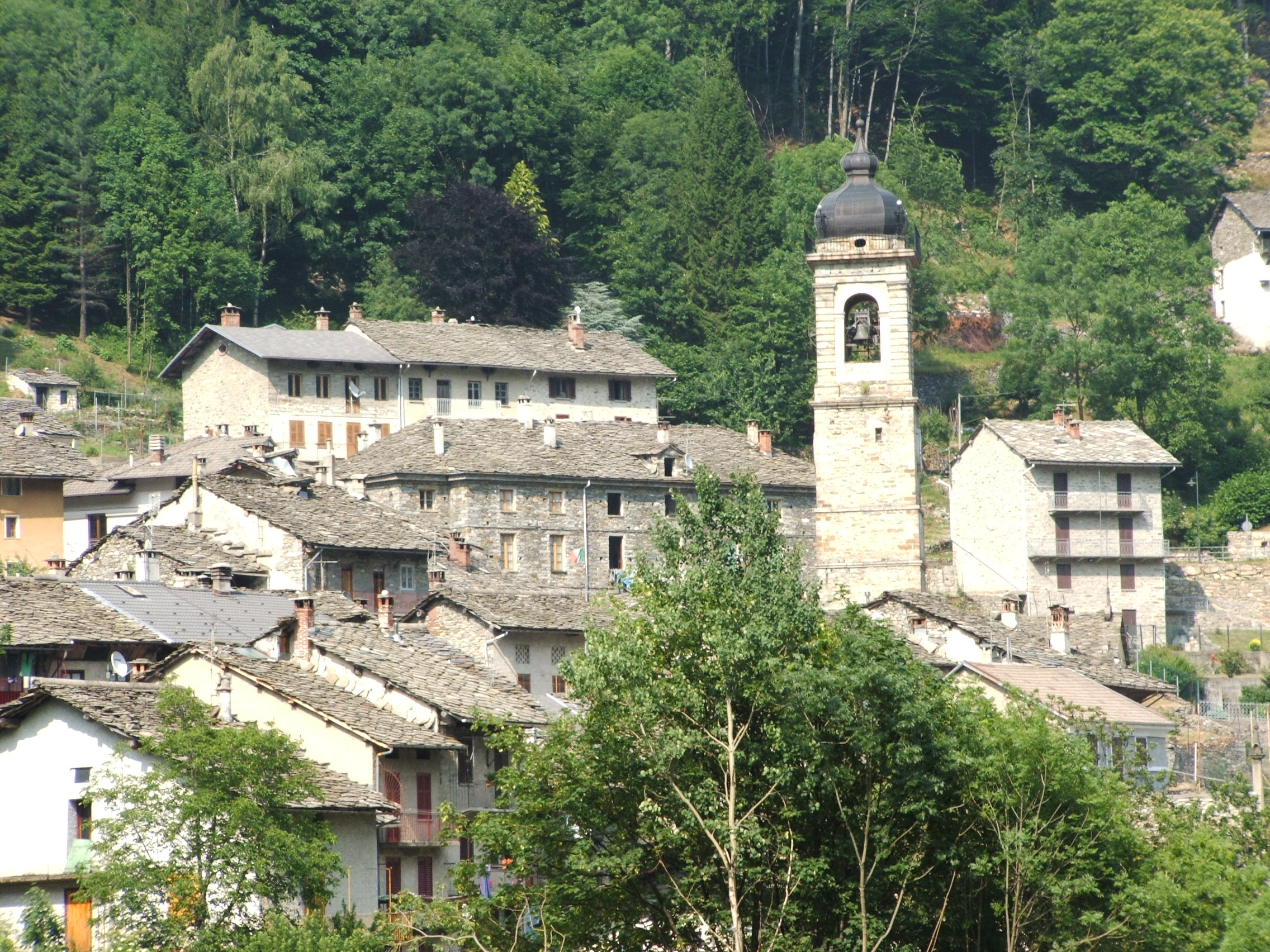
Panorama von Piedicavallo
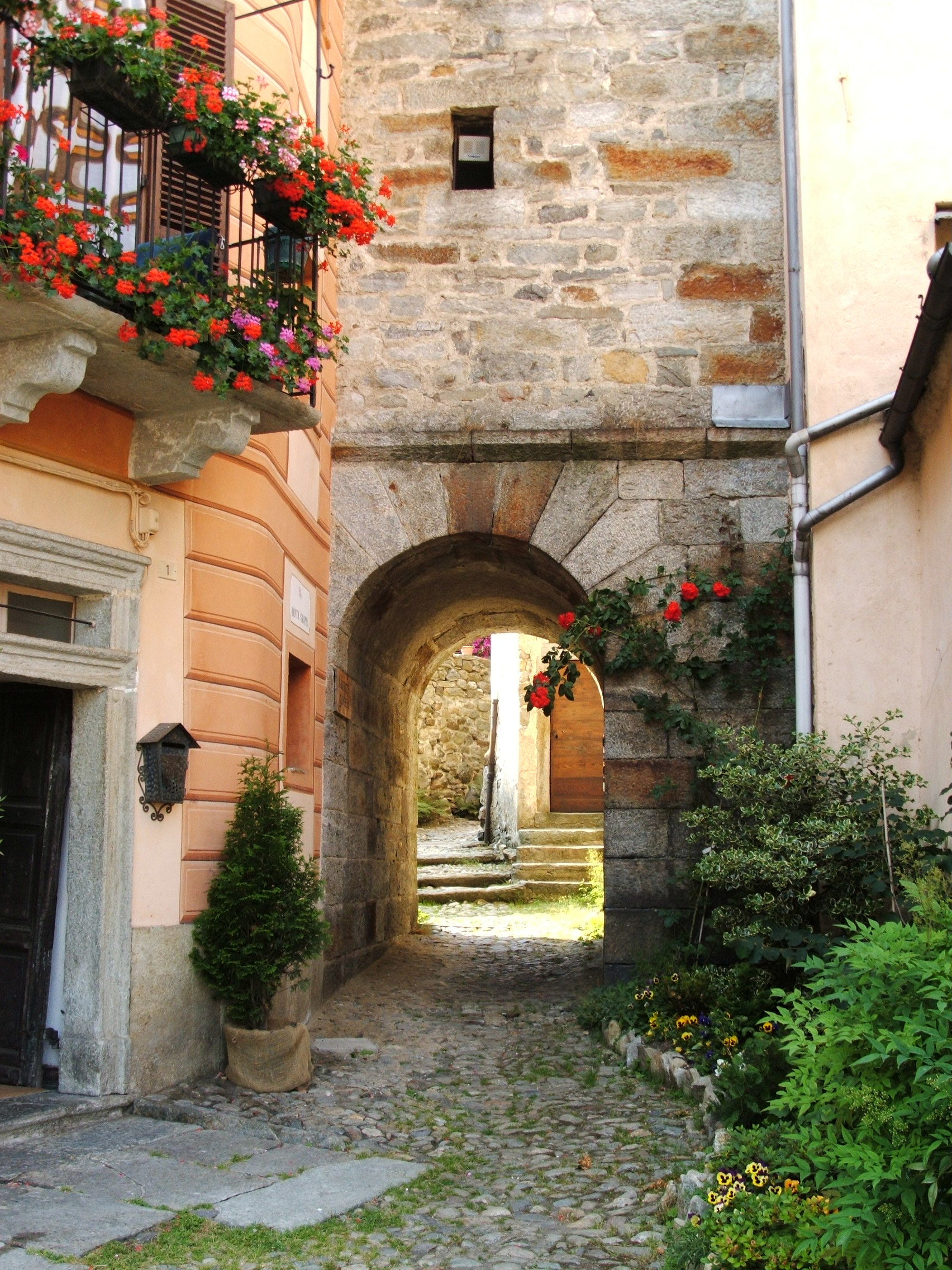
Tor unter dem Campanile